# Morten Bakke
Morten Bakke (Sør-Aurdal, 16 dicembre 1968) è un ex calciatore norvegese.

## Carriera
Nella sua carriera, Bakke ha giocato per il Molde, per il Wimbledon FC, per il Vålerenga, per il Raufoss IL e Hønefoss BK.

## Palmarès

### Individuale
- Portiere dell'anno del campionato norvegese: 1

1995